# Бернулијева лемниската
У математици, Бернулијева лемниската је алгебарска крива у облику положене осмице, описана картезијанском једначином у облику:
{\displaystyle (x^{2}+y^{2})^{2}=a^{2}(x^{2}-y^{2})\,}
График ове једначине даје криву сличну симболу за бесконачност, {\displaystyle \infty }. Сам овај симбол се понекад назива лемнискатом. Његово Уникод представљање је ∞ (&#8734;).
Лемнискату је први описао Јакоб Бернули, 1694, као модификацију елипсе, која је геометријско место тачака (локус) за које је збир раздаљина од две фиксиране фокалне тачке, константан. За разлику од ње, лемниската је геометријско место тачака за које је производ ових раздаљина константа. Бернули је ову криву називао lemniscus, што је латински за 'украсну траку'.
Лемниската се може добити инверзном трансформацијом хиперболе, инверзијом у односу на круг чији је центар у центру хиперболе.
Лемниската је и један од специјалних случајева Касинијевога овала.

## Друге једначине
Лемниската се такође може представити поларном једначином 
{\displaystyle r^{2}=a^{2}\cos 2\theta \,}
или биполарном једначином
{\displaystyle rr'={\frac {a^{2}}{2}}}

## Дужина лука и елиптичке функције
Интеграли којима се изражава дужина лука лемнискате су елиптички интеграли, како је откривено још у осамнаестом веку. Око 1800. године, Карл Фридрих Гаус је проучавао елиптичке функције, које су инверзне овим интегралима (овај рад је углавном био необјављен у своје време, али се на њега алудира у напоменама Гаусовим Disquisitiones Arithmeticae). Мрежа (латис) периода је посебног облика, пропорционална Гаусовим целим бројевима. Из овог разлога се случај елиптичких функција са комплексним множењем имагинарном јединицом у неким изворима назива "лемнискантним случајем".